# Uchgaon
Uchgaon là một thị trấn thống kê (census town) của quận Kolhapur thuộc bang Maharashtra, Ấn Độ.

## Nhân khẩu
Theo điều tra dân số năm 2001 của Ấn Độ, Uchgaon có dân số 22.581 người. Phái nam chiếm 53% tổng số dân và phái nữ chiếm 47%. Uchgaon có tỷ lệ 71% biết đọc biết viết, cao hơn tỷ lệ trung bình toàn quốc là 59,5%: tỷ lệ cho phái nam là 77%, và tỷ lệ cho phái nữ là 65%. Tại Uchgaon, 14% dân số nhỏ hơn 6 tuổi.